# Fred Crisman

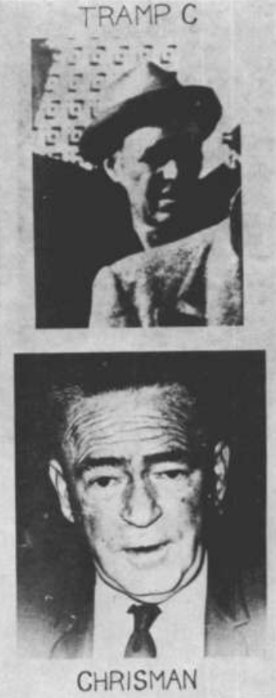
Foto eines der drei Personen, die am Tag des Attentats auf John F. Kennedy in der Nähe des Dealey Plaza fotografiert wurden (oben), verglichen mit einem Foto von Fred Crisman (unten).

Fred Lee Crisman (* 22. Juli 1919 in Tacoma; † 10. Dezember 1975 in Seattle) war ein US-amerikanischer Kampfpilot, Lehrer, Autor und angeblicher Geheimdienstmitarbeiter. 1947 war er in eine UFO-Sichtung im Bundesstaat Washington involviert. Hierbei versuchte er, das FBI davon zu überzeugen, dass es sich bei Lavafelsen tatsächlich um Trümmer einer fliegenden Untertasse handelte. 1968 wurde Crisman von einem Geschworenengericht in New Orleans vorgeladen, als es um die Anklage von Clay Shaw wegen der Ermordung von Präsident John F. Kennedy ging.

## Leben
Crisman wurde am 22. Juli 1919 als einziges Kind von Fred M. Crisman und seiner Frau Eva geboren. 1933 zog er mit seiner Familie nach Vale, Oregon; sein Vater betrieb dort ein Hotel. 1939 machte Crisman seinen Abschluss an der Vale Union High School. Nachdem er 1939/40 das Eastern Oregon College besucht hatte, verließ Crisman das College und arbeitete als Bremser bei der Union Pacific Railroad. Im Zweiten Weltkrieg meldete sich Crisman 1942 zur Armee und trat mit dem Rang eines Second Lieutenant in den Dienst ein. 1943 wurde Crisman als Luftfahrtkadett in Lancaster, Kalifornien, ausgebildet und flog später Kampfeinsätze. Crisman flog Berichten zufolge 211 Kampfeinsätze. Er wurde zweimal verwundet und zweimal abgeschossen. Crisman verließ die Army Air Force am 19. Februar 1946. Angeblich soll Crisman als Mitarbeiter des Geheimdienstes Office of Strategic Services rekrutiert worden sein und später für die CIA gearbeitet haben.
Nach dem Ende seines Dienstes im Militär arbeitete Crisman für das staatliche Veteranenbüro von Washington in Tacoma. Im Juni 1946 veröffentlichte das Science Fiction-Magazin Amazing Stories einen pseudonymen Brief von Crisman, in dem er behauptete, während des Zweiten Weltkriegs gegen „mysteriöse und böse“ unterirdische Kreaturen in einer Höhle auf dem indischen Subkontinent gekämpft zu haben. Im Mai 1947 veröffentlichte Amazing Stories einen zweiten Crisman-Brief, in dem er diesmal namentlich genannt wurde. In diesem Brief behauptete Crisman, mit einem Freund namens Dick nach Alaska gereist zu sein, der dort getötet wurde. Crisman war ein Bekannter von Raymond A. Palmer, dem Herausgeber von Amazing Stories, und wurde auch als Autor einer weiteren Story in dem Magazin von 1934 vermutet.
Im Juni 1947 war Crisman in eine UFO-Sichtung bei Maury Island verwickelt, die eine der frühesten Sichtungen von fliegenden Untertassen überhaupt war. Der mutmaßliche Zeuge Harold Dahl kontaktierte Crisman und berichtete im Besitz von UFO-Fragmenten zu sein, die angeblich über seinem Boot abgeworfen worden waren. Zwei Mitarbeiter des Militärgeheimdienstes aus Kalifornien, die den Vorfall untersuchten, kamen kurze Zeit später bei einem Flugunfall (angeblich mit Fragmenten an Bord) ums Leben. Eine Untersuchung des FBIs kam zum Schluss, dass der UFO-Vorfall ein Schwindel war und es sich bei den angeblichen UFO-Fragmenten um einfache Schlacke gehandelt habe. Crisman und Dahl wurde vorgeworfen, die Sache aus finanziellem Gewinnstreben erfunden zu haben. In der Januarausgabe 1950 des Fate Magazine bestand Crisman darauf, dass der Vorfall kein Schwindel war. Crisman schrieb: „Wenn wir solche Schurken waren und absichtlich den Tod von zwei Air Force-Piloten und den Verlust eines 150.000-Dollar-Flugzeugs verursacht haben, warum haben die Behörden nicht versucht, über die Gerichte des Staates und der Bundesregierung Gerechtigkeit zu üben“.
Zwischen 1948 und 1951 studierte Crisman an der Willamette University und war danach Lehrer an verschiedenen High Schools, unterbrochen von einem Einsatz während des Koreakriegs. In den frühen 1960er Jahren soll er kurzzeitig für Boeing in Seattle gearbeitet haben, wo er allerdings entlassen wurde. Am 21. Februar 1966 wurde Crisman wegen Ungehorsamkeit und „Gründung eines Geheimbundes“ vom Schuldienst an der Cascade High Scholl suspendiert und später entlassen. Im selben Jahr behauptete ein FBI-Informant, Crisman habe 100.000 Dollar in bar nach Kalifornien transportiert, sei als Psychologe tätig und stehe im Verdacht, eine "Diplomfabrik" zu betreiben. Im Juli 1966 tauchte der Name von Crisman als Kontaktperson in dem parapsychologischen Journal Fate Magazine (herausgegeben von Raymond A. Palmer) auf. Im November 1966 gründete Crisman zusammen mit T. Edward Beckham und Searoba Bates das Professional Research Bureau mit dem Ziel, „Forschung und Beratung in den Bereichen Pönologie und Arbeitspsychologie, Öffentlichkeitsarbeit und Kriminologie durchzuführen“.
Am 1. März 1967 wurde der Geschäftsmann Clay Shaw aus New Orleans wegen Verschwörung zur Ermordung von John F. Kennedy verhaftet. Laut Jim Garrison war Crisman die erste Person, die Shaw nach seiner Anklage anrief. Am 31. Oktober 1968 lud eine Grand Jury in New Orleans Fred Lee Crisman im Zusammenhang mit den Ermittlungen zum Attentat auf John F. Kennedy vor. Crisman wurde vorgeworfen, Kontakte zu verdächtigen Personen zu unterhalten und zum Zeitpunkt um das Attentat mehrmals in Dallas und New Orleans gewesen zu sein. Am 21. November 1968 wurde Crisman im Verfahren gegen Clay Shaw befragt, gegen ihn wurde jedoch keine Anklage erhoben. Crisman wurde 1969 von dem Verschwörungsautor Richard E. Sprague beschuldigt, eine der drei Personen (Three Tramps) gewesen zu sein, die am Tag des Kennedy-Attentats kurzzeitig verhaftet wurden und dessen Identität später unklar blieb. Crisman wurde von Sprague auch als ein möglicher zweiter Schütze bei dem Attentat genannt. 1970 sorgte ein fotokopiertes Dokument mit der Bezeichnung „Torbitt-Dokument“ für neue Spekulationen, da dieses behauptete, dass Crisman einer der drei verhafteten Personen war, die angeblich verdeckte Agenten gewesen sein sollen.
Ab dem 1. August 1968 moderierte Crisman unter dem Pseudonym „Jon Gold“ eine Radiotalkshow beim Sender Lokalsender KAYE. Crismann verfasste unter seinem Radionamen Jon Gold eine Broschüre mit dem Titel „What to do until Sanity Returns“, die er in seiner Sendung ankündigte. Das Werk prangerte Sensibilitätstraining als „kommunistisch orientierte“ Gehirnwäsche an. Crismans Pamphlet rief auch dazu auf, zivilgesellschaftliche Organisationen wie Eltern-Lehrer-Vereinigungen zu unterwandern und zu infiltrieren. Im Januar 1969 wurde Crisman zusammen mit anderen KAYE-Mitarbeitern von einem Stadtbeamten, der von ihnen beschuldigt worden war, Kommunist zu sein, wegen Verleumdung verklagt. Nachdem Crisman die Verbreitung von Rassismus und Antisemitismus in seinen Sendungen vorgeworfen wurde, musste er sich im Dezember 1970 als Radiomoderator zurückziehen.
1970 wurde das von Crisman geschriebene Buch The Murder of a City, Tacoma veröffentlicht. Dieses erhob gegen hochrangige Beamte der Stadt schwere Korruptionsvorwürfe. Er brachte die Korruption in Tacoma mit verschiedenen Ereignissen in Verbindung, darunter kommunistische Unterwanderung und sogar dem Kennedy-Attentat. Er veröffentlichte das Buch unter seinem Pseudonym „Jon Gold“. In den letzten Jahren seines Lebens saß Crisman im Library Board in Tacoma und bewarb sich erfolglos in der Lokalpolitik. Crisman starb im Dezember 1975 im Alter von 58 Jahren. Wenige Monate vor seinem Tod hatte Crisman Mary Frances Borden geheiratet.

## Nachwirkungen
Auch nach seinem Tod hielten Spekulationen um Crimans Beteiligung an Verschwörungen weiter an. 1977 verdächtigte ihn Jim Garrison eine der Personen gewesen zu sein, die am Kennedy-Attentat beteiligt waren. 1979 berichtete das House Select Committee on Assassinations, dass forensische Anthropologen die Fotos der Three Tramps analysiert und mit denen von Crisman sowie mit Fotos der Watergate-Persönlichkeiten E. Howard Hunt, Frank Sturgis und zwei weiteren Männern verglichen hatten. Dem Ausschuss zufolge hatte nur Crisman Ähnlichkeit mit einer der Personen. Der Ausschuss stellte jedoch gleichzeitig fest, dass er am Tag des Attentats nicht am Dealey Plaza gewesen wäre.
Crisman wurde später auch indirekt mit der Inslaw-Affäre und dem Tod von Danny Casolaro in Verbindung gebracht. So soll er ein Kindheitsfreund von Michael Riconosciuto gewesen sein, einem verurteilten Drogenhändler und angeblichen Geheimdienstmitarbeiter, welcher als Hauptzeuge in der Affäre auftrat.
Im Jahre 2022 wurde die animierte Kurzfilmkomödie Fred Crisman: Cave of the Space Nazis veröffentlicht, welche auf dem Leben von Crisman basierte. Der Film wurde am 4. August 2022 auf dem Gen Con Film Festival uraufgeführt, wo er den Preis für die beste Komödie erhielt.